# Ga công viên Olympic
Ga công viên Olympic (Đại học Thể thao Quốc gia Hàn Quốc (Tiếng Hàn: 올림픽공원(한국체대)역, Hanja: 올림픽公園(韓國體大)驛) là ga tàu điện ngầm trung chuyển trên Tàu điện ngầm vùng thủ đô Seoul tuyến 5 và Tàu điện ngầm Seoul tuyến 9 nằm ở Bangi-dong, Songpa-gu, Seoul.

## Lịch sử
- 30 tháng 3 năm 1996: Bắt đầu kinh doanh với việc khai trương Tàu điện ngầm Seoul tuyến 5
- 1 tháng 12 năm 2018: Trở thành ga trung chuyển với việc khai trương Tàu điện ngầm Seoul tuyến 9 [1]

## Bố trí ga

### Tuyến số 5 (B2F)
| Dunchon-dong ↑ |
| \| W/B         |
| ↓ Bangi        |

| Hướng Tây  | ●Tuyến 5 | ← Hướng đi Gangdong · Cheonho · Gwanghwamun · Banghwa |
| Hướng Đông | ●Tuyến 5 | → Hướng đi Bangi · Ogeum · Geoyeo · Macheon →         |

### Tuyến số 9 (B3F)
| Hanseong Baekje (Địa phương) ↑ Seokchon (Tốc hành) ↑                          |
| E/B W/B \|                                                                    |
| ↓ Bệnh viện cựu chiến binh Trung ương (Tốc hành) ↓ Dunchon Oryun (Địa phương) |

| Hướng Tây  | ● Tuyến 9 | Địa phương · Tốc hành | ← Hướng đi Sân bay Quốc tế Gimpo · Gaehwa        |
| Hướng Đông | ● Tuyến 9 | Địa phương · Tốc hành | → Hướng đi Bệnh viện cựu chiến binh Trung ương → |

## Xung quanh nhà ga
| Lối ra \| 나가는 곳 \| Exit \| 出口 | Lối ra \| 나가는 곳 \| Exit \| 出口 |
| ----------------------------------- | --- |
| 1                                   | Gangdong Wee Center Trung tâm an toàn Bangi 119 Trường trung học cơ sở và trung học Boseong Trường tiểu học Seryun Trường trung học cơ sở Oryun Trường trung học nữ sinh Changdeok |
| 2                                   | Bưu điện Oryun-dong Trung tâm cộng đồng Oryun-dong Trường tiểu học Oryun Trung tâm an toàn công cộng Oryun Làng báo chí vận động viên Olympic APT                                  |
| 3                                   | Công viên Olympic Hội trường Olympic Bảo tàng Hanseong Baekje |
| 4                                   | Công viên Olympic Trường trung học thể thao Seoul Đại học Thể thao Quốc gia Hàn Quốc                                                                                               |

## Thư viện

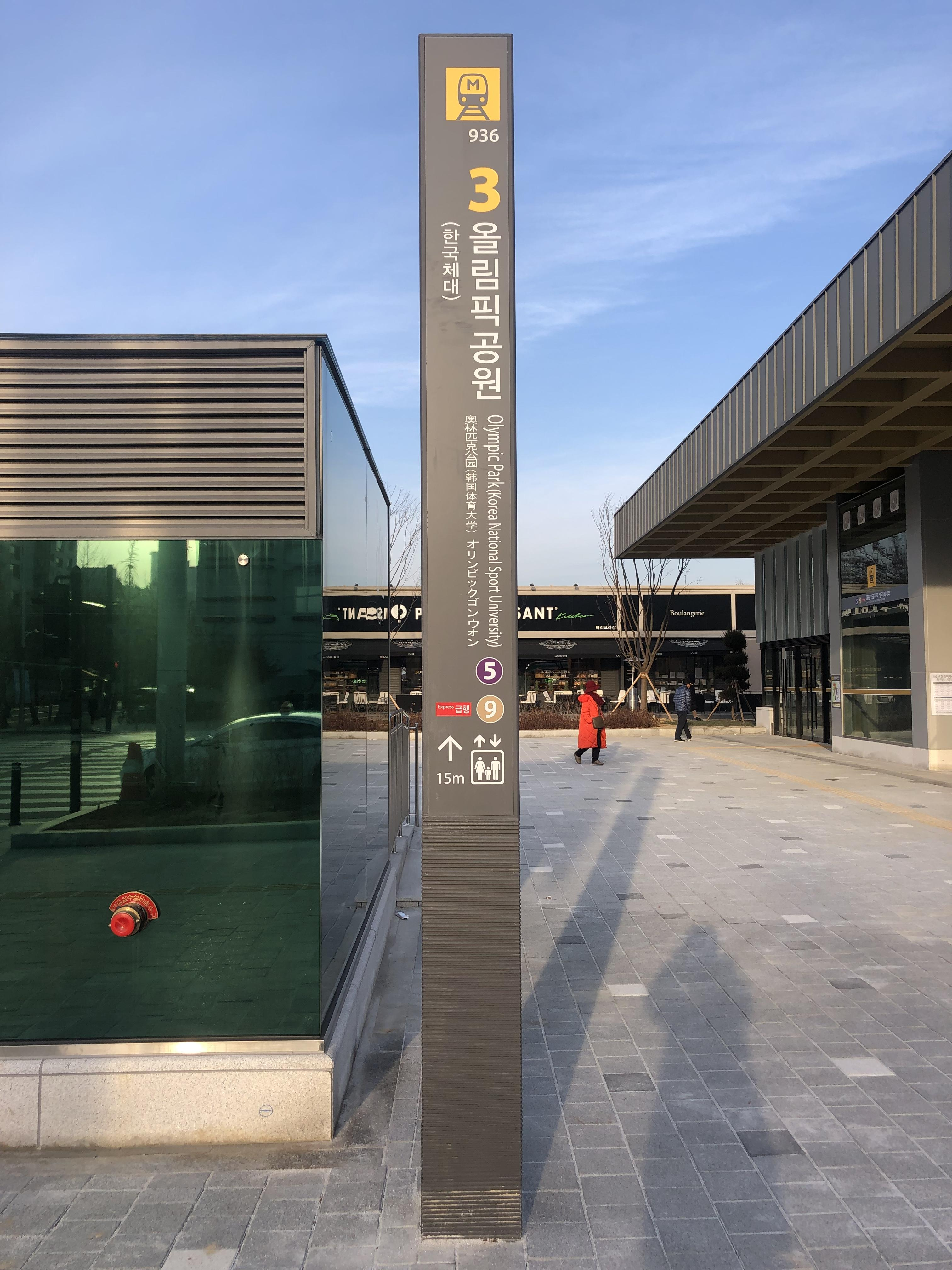
Lối ra số 3 (Tuyến số 9)
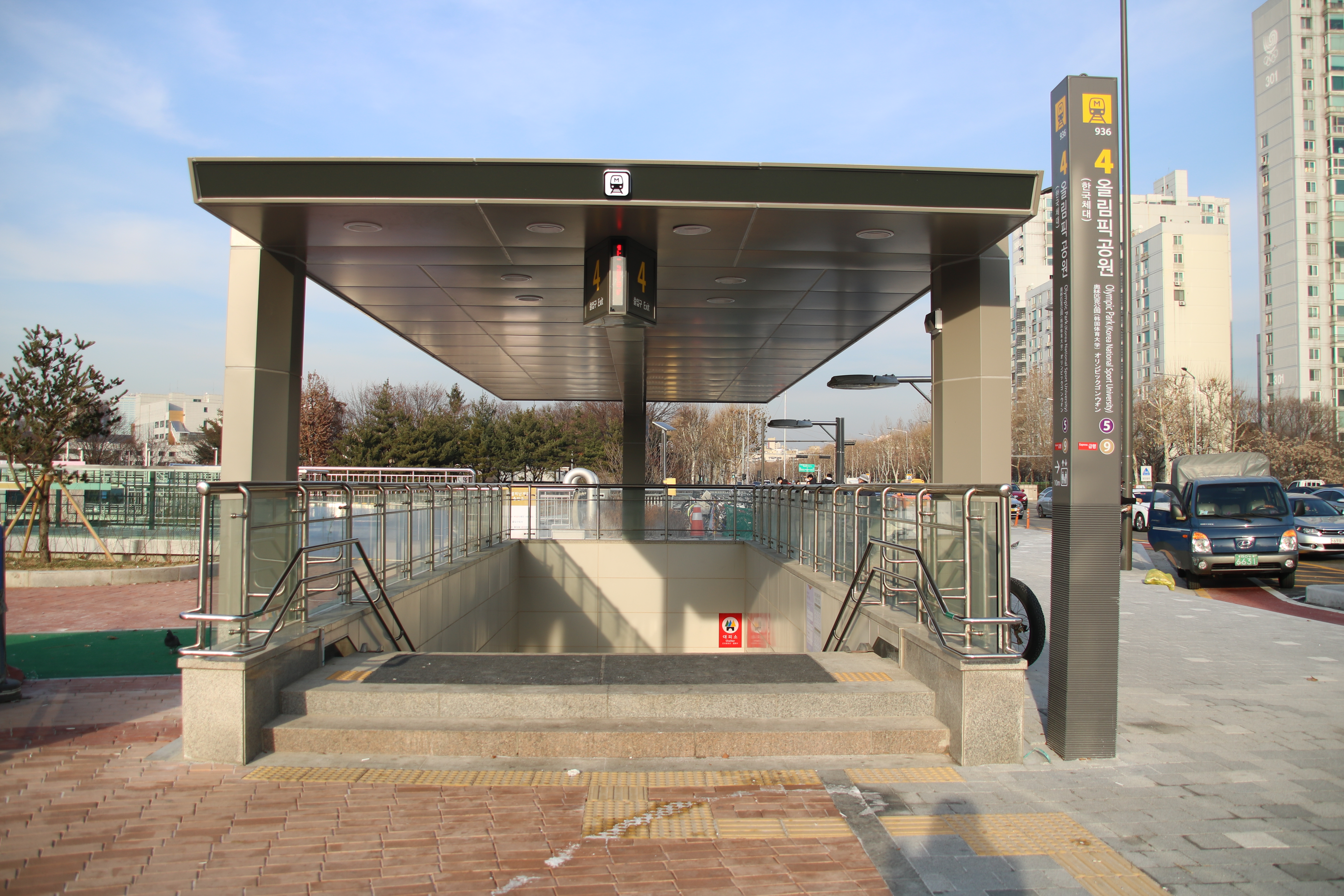
Lối ra số 4
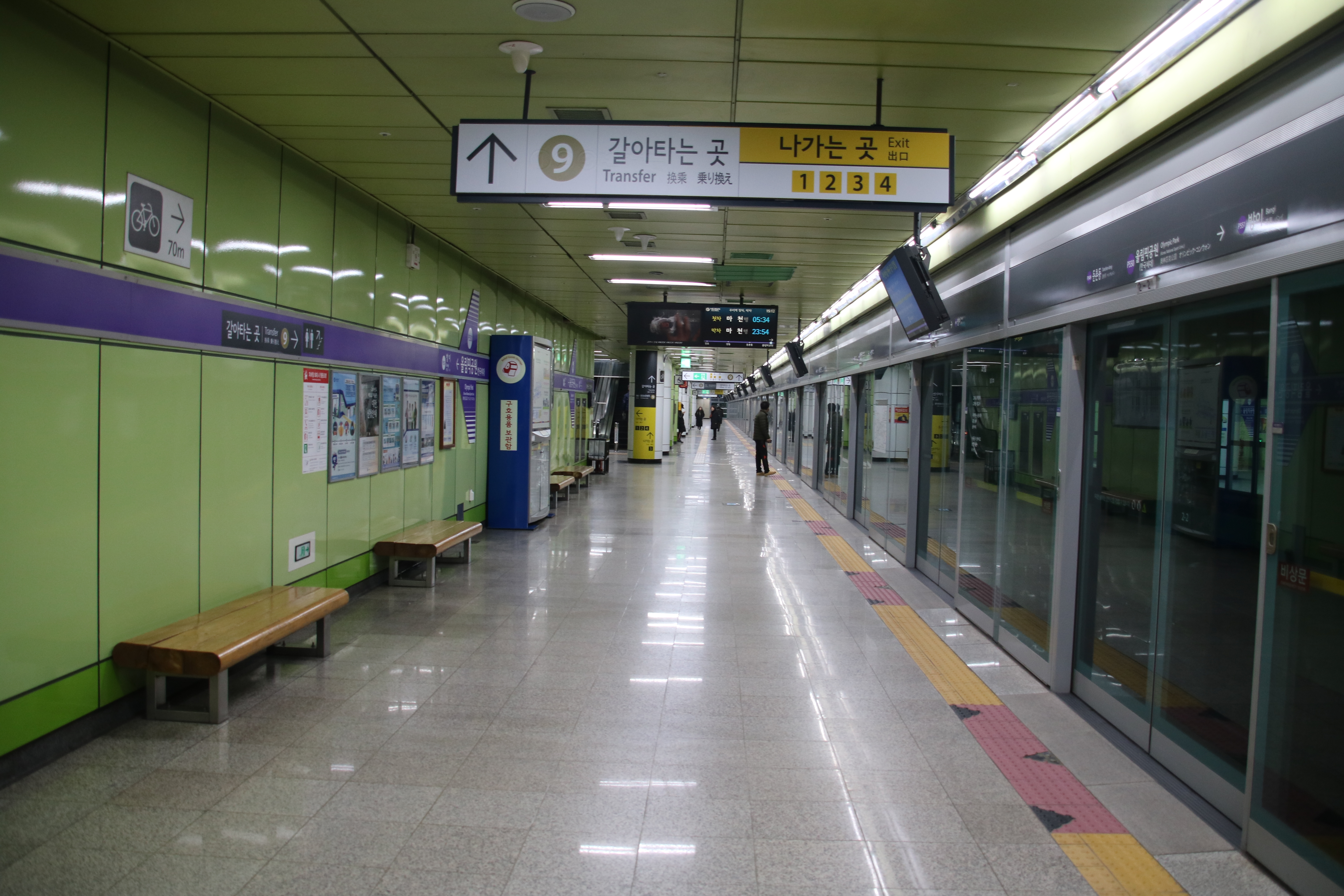
Sân ga (Tuyến số 5 nhánh Macheon)
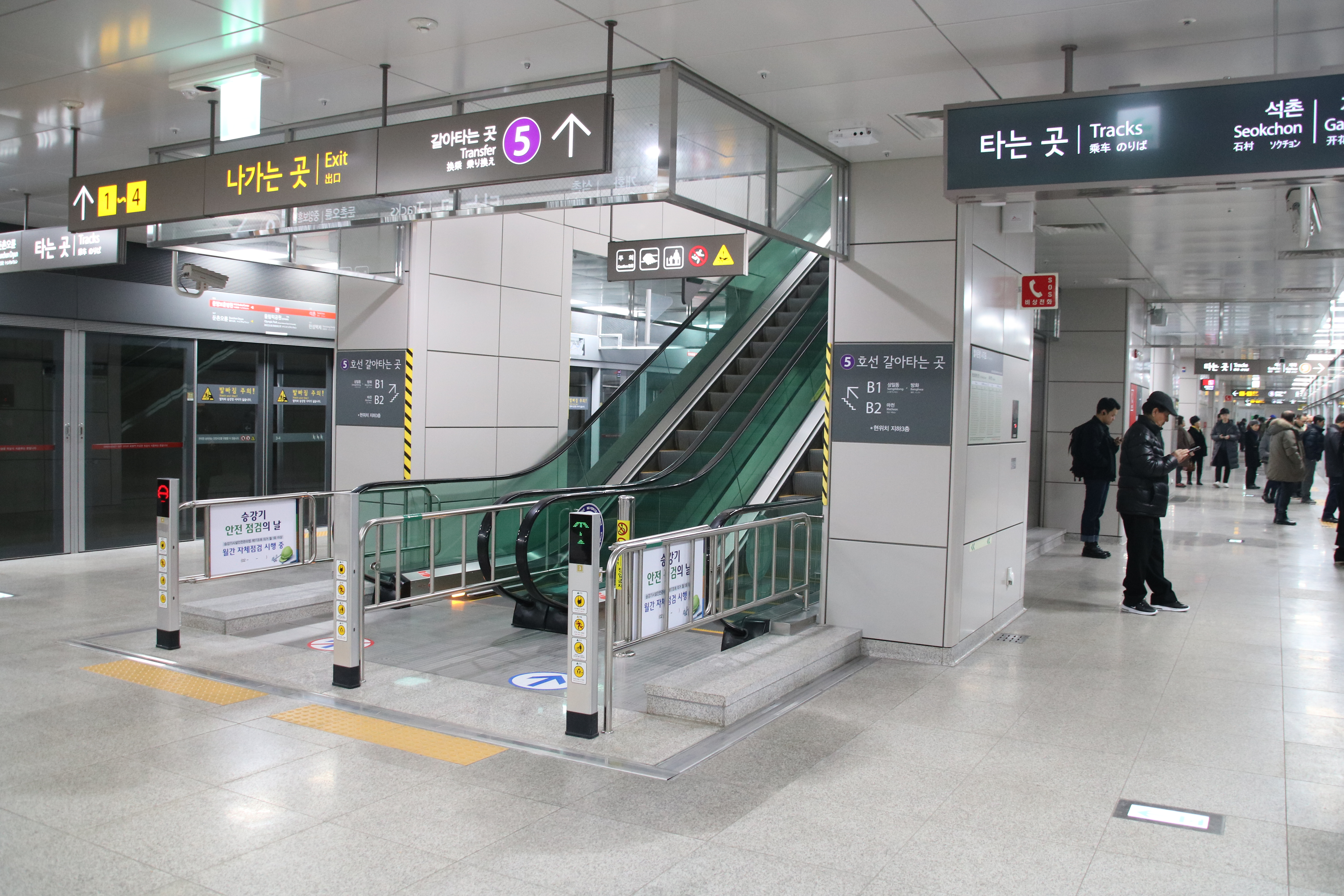
Sân ga (Tuyến số 9)
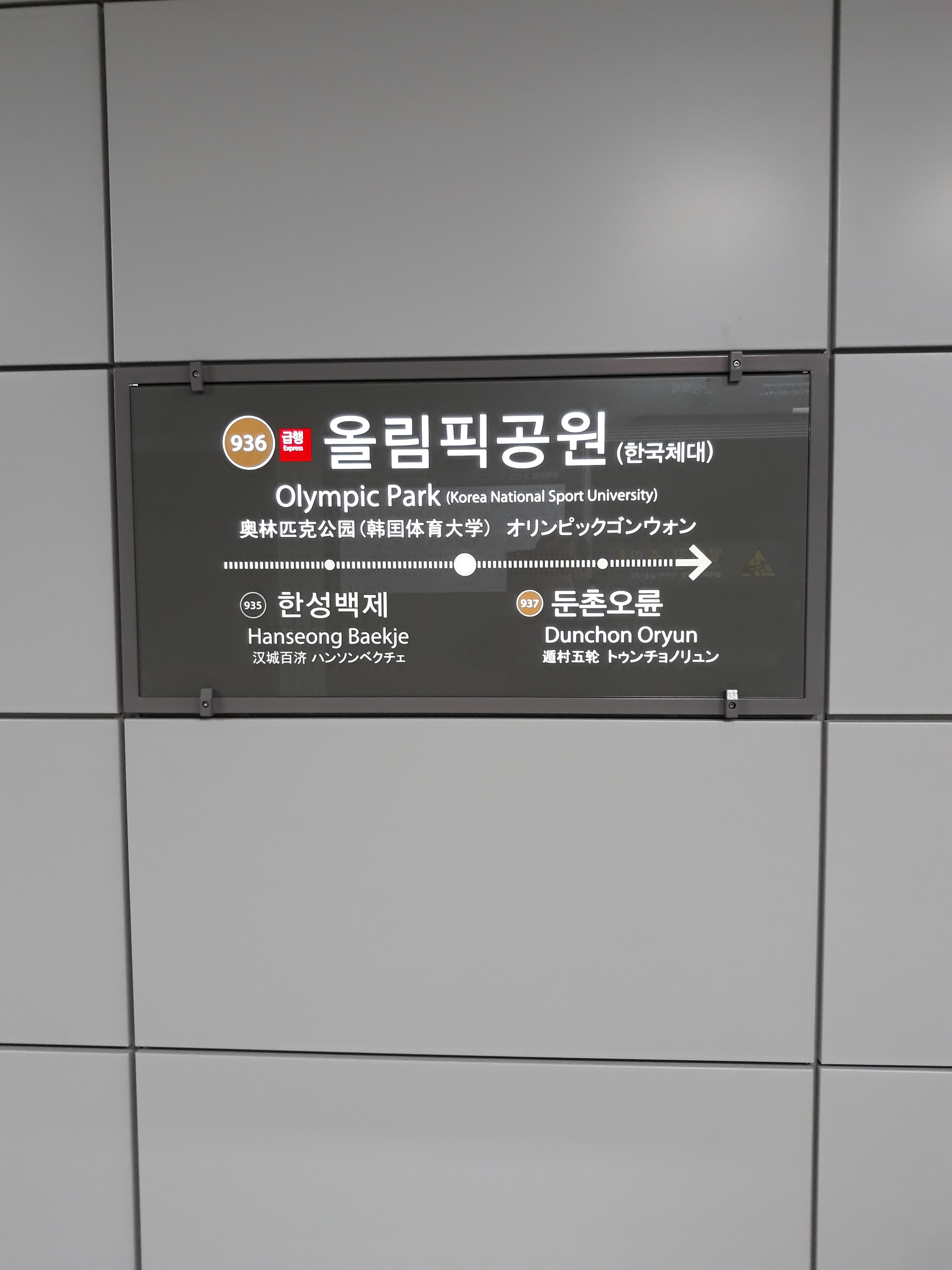
Biến báo ga (Tuyến số 9)